# Jon Siljeström
John Gustaf Siljeström, född 23 juni 1841 i Kalmar, Kalmar län, död 29 november 1919 i Alingsås stadsförsamling, Älvsborgs län, var en svensk jurist och riksdagsman.
Siljeström var rådman i Göteborg och som riksdagsman var han ledamot av andra kammaren 1885–1887, invald i Göteborgs stads valkrets.